# Tokoriki Island
Tokoriki Island är en ö i Fiji.   Den ligger i divisionen Västra divisionen, i den västra delen av landet, 160 km väster om huvudstaden Suva. Arean är 0,88 kvadratkilometer.
Terrängen på Tokoriki Island är platt. Öns högsta punkt är 77 meter över havet. Den sträcker sig 1,9 kilometer i nord-sydlig riktning, och 0,8 kilometer i öst-västlig riktning.